# Punta Pirámides
Punta Pirámides (o punta Pirámide) es una punta ubicada en el golfo Nuevo de la península Valdés y a 5 kilómetros de Puerto
Pirámides. El sitio conforma un área protegida y es muy frecuentado en verano.
La punta se encuentra en una zona con acantilados de altura moderada y una costa recortada y sinuosa. La humedad es muy baja y las lluvias se registran mayormente en invierno. Además, este sitio fue utilizado durante mucho tiempo como escenario de maniobras para prácticas de tiro de la Armada Argentina.

## Reserva Natural Turística
La reserva natural turística Punta Pirámides fue creada en 1974 y posee una superficie de 132 hectáreas. Posee un estimación de 40.000 visitantes al año. El objetivo de su creación fue proteger una zona de apostadero reproductivo de lobos marinos de un pelo (Otaria flavescens) y colonias reproductivas de varias especies de aves (como por ejemplo: gaviotas, petreles, palomas antárticas, ostreros, gaviotas cocineras y de capucho café, gaviotines). También es un sitio de observación de ejemplares de ballena franca austral (Eubalaena australis) y zona de afloramientos de yacimientos paleontológicos. Otros animales que se encuentran en el lugar son el guanaco (Lama guanicoe), el choique (Rhea pennata pennata), la martineta (Eudromia elegans), maras (Dolichotis patagonum) y el zorro gris (Lycalopex griseus).

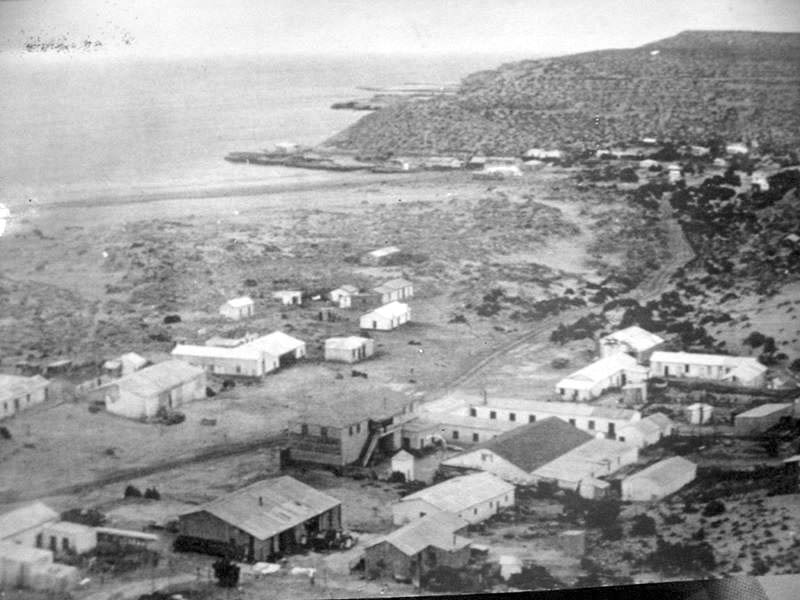
La punta y el pueblo en 1920.
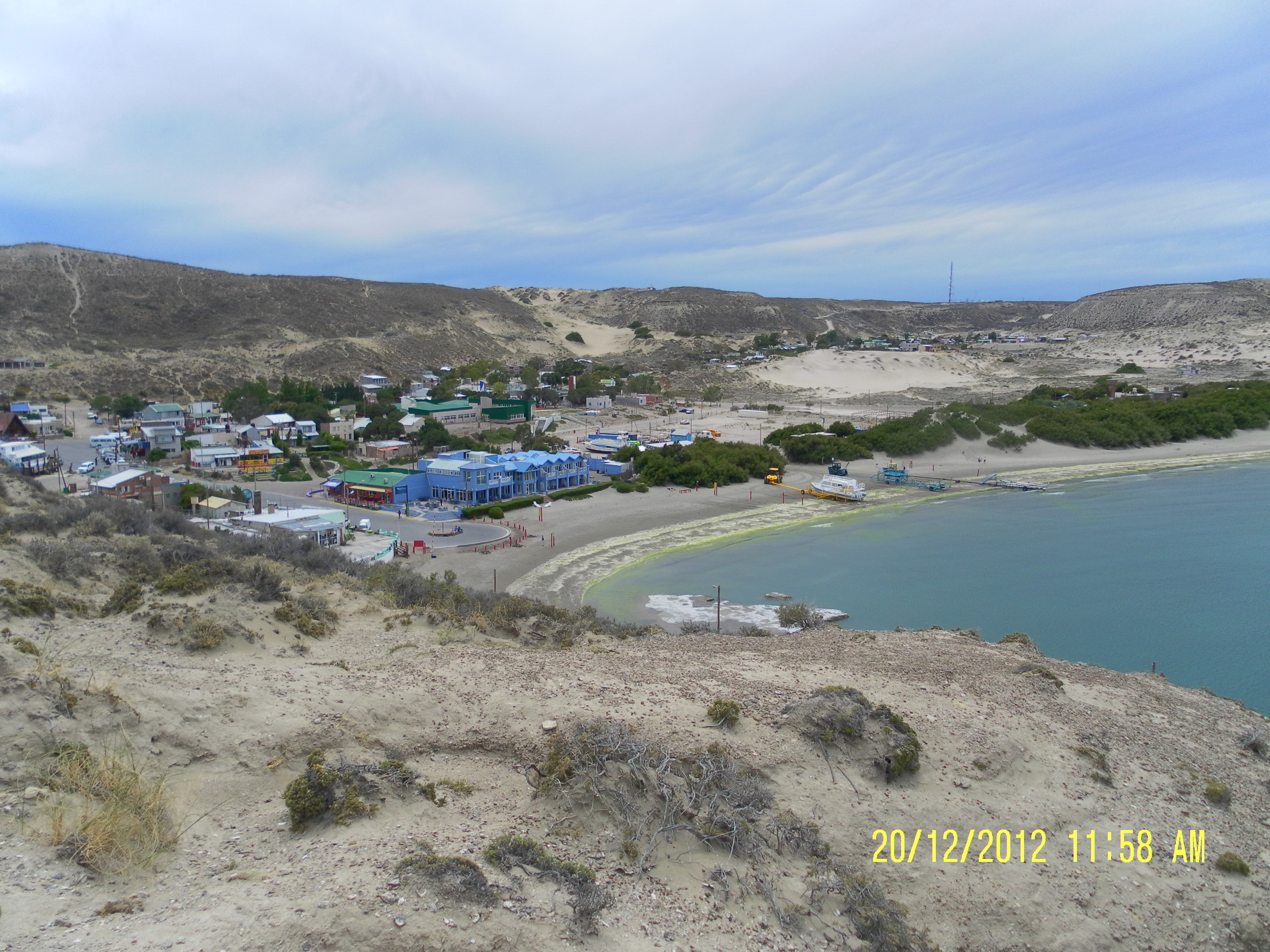
Vista de Puerto Pirámides desde la punta.
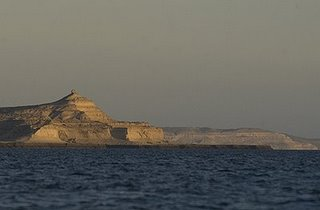
Punta Piramides, vista frontal.
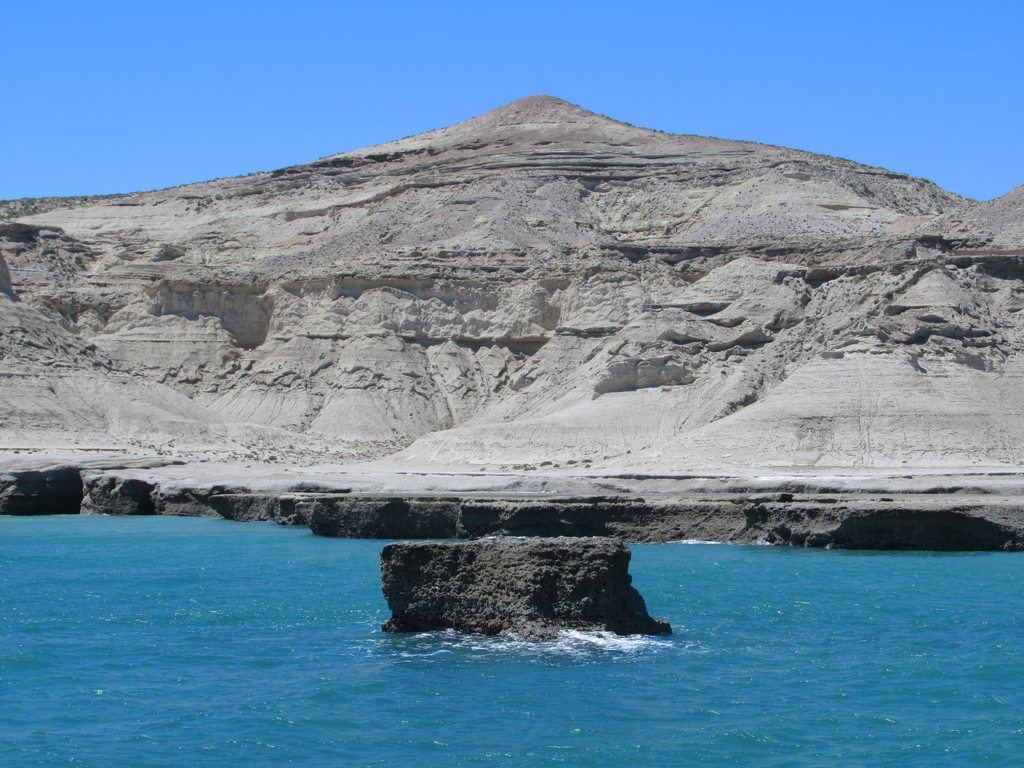
Otra vista desde la playa.